# Colin McAdam
Colin McAdam (28 de agosto de 1951 - 1 de agosto de 2013) fue un futbolista profesional escocés, conocido por su paso por Rangers. Jugó tanto como defensa central como de delantero durante su carrera.
McAdam murió el 1 de agosto de 2013, a los 61 años de edad.

## Clubes
| Club                   | País      | Año         | Partidos | Goles |
| ---------------------- | --------- | ----------- | -------- | ----- |
| Dumbarton FC           | Escocia   | 1969 - 1987 | 70       | 11    |
| Motherwell FC          | Escocia   | 1975 - 1987 | 62       | 3     |
| Partick Thistle FC     | Escocia   | 1977 - 1987 | 70       | 24    |
| Rangers FC             | Escocia   | 1980 - 1984 | 65       | 15    |
| Adelaide City          | Australia | 1984 - 1985 | 2        | 0     |
| Heart of Midlothian FC | Escocia   | 1985 - 1986 | 6        | 0     |
| Partick Thistle FC     | Escocia   | 1986 - 1988 | 23       | 1     |